# ليزر الصبغة

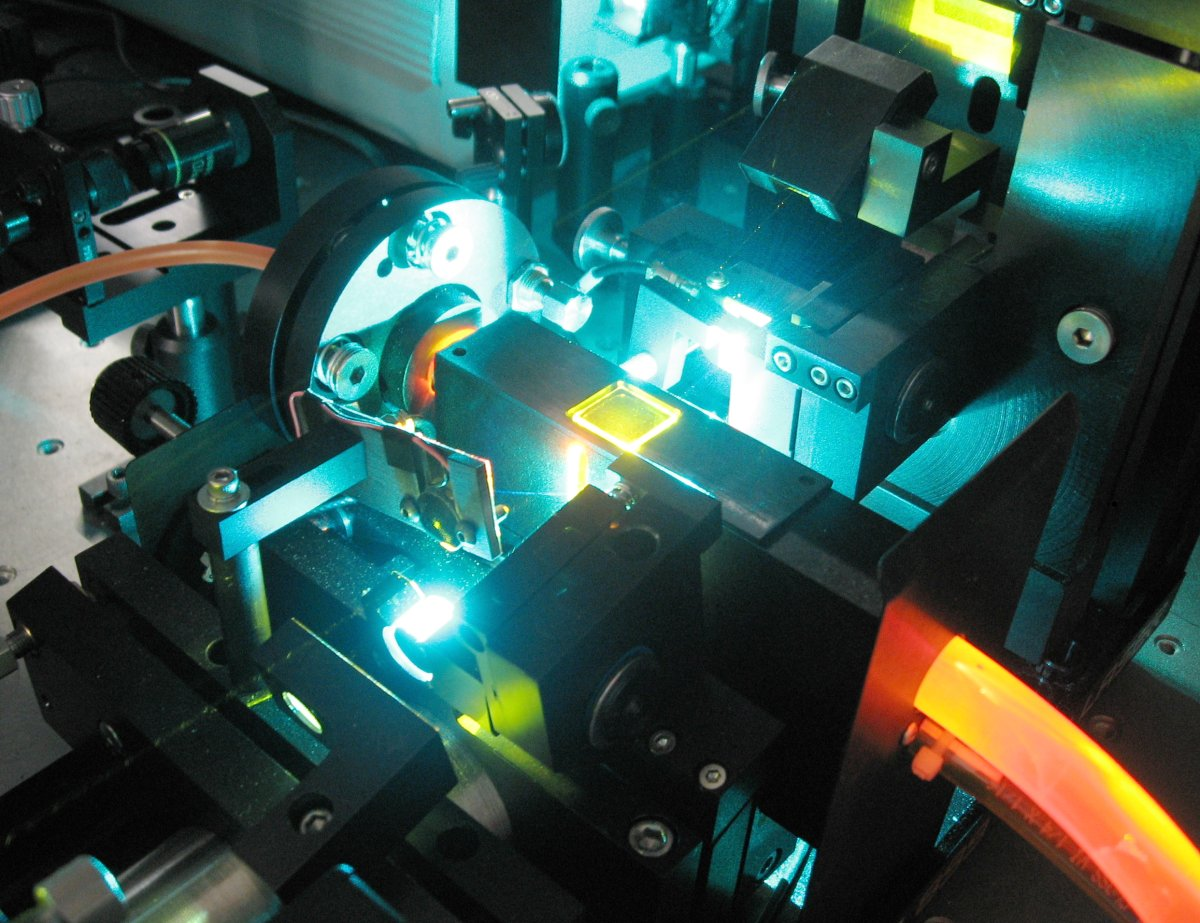

ليزر الصبغة هو الليزر الذي يكون وسطه الفعَّال عبارة عن سائل، حيث تذاب أصباغ عضوية في الكحول الإثيلي. أدى اكتشاف ليزر السائل إلى حل بعض المشاكل التي كانت تواجه العلماء في عدة مجالات"كالطب، والميكانيكا، والاتصال...إلخ". 
بعد قيام العالم مايمان بنشر المقالة الأولى عن اكتشاف ليزر الياقوت الصلب، اتجهت الأنظار إلى اكتشاف أوساط فعالة أخرى لتوليد الليزر كالأوساط الغازية والسائلة.

## خواص ليزر السائل
إن استخدام السوائل وسطاً فعالاً لتوليد الليزر يساعد على حل بعض المشاكل التي تواجه تصميم الليزرات الصلبة:
تحضير البلورة وتقطيعها وصقلها واختيار أبعادها الملائمة إضافة إلى صعوبة تغيير نسبة الشوائب الأيونية في الأوساط الصلبة وصعوبة التخلص من العيوب والتخديشات التي تحدث في البلورة نتيجة تحميلها فوق طاقتها.
1. الكثافة الجزيئية للمواد السائلة معتدلة مقارنة بالمواد الصلبة والغازية. افلح العالم سودوكين ومجموعته عام (1965) في تشغيل أول ليزر سائل استُّخدِم فيه مركب كلوريد الألومنيوم، وفثالوساينين المذابة في الكحول الإثيلي وسطاً فعالاً.

يتكون الوسط الفعال السائل عادةً من جزيئات أصباغ عضوية مذابة في مذيبات عضوية إذ يوضح الجدول(ب.5) مجموعة من الأصباغ العضوية والمذيبات الخاصة بها مع الطول الموجي لكل منها.

## أنواع الأصباغ المستخدمة كوسط فعال
الجدول التالي يحوي مكونات الأوساط الفعَّالة السائلة والأطوال الموجية المنبعثة:
| الطول الموجي المنبعث  | المذيبات  | الأصباغ العضوية  |
| --------------------- | --------- | ---------------- |
| اللون الأحمر(630-600) | Et OH     | أكرديدين الأحمر  |
| اللون الأصفر(610-570) | H2OوDMSO  | رود امين-G6      |
| اللون الأخضر(560-530) | H2OوEtOH  | فلورسين الصوديوم |
| اللون الأزرق(470-450) | H2O)PH=9) | اسكولين          |

## الصبغة
تكون جزيئة الصبغة كبيرة الحجم مقارنة بالجزيئات الصلبة والغازية.ويتضمن كل مستوى إلكتروني في جزيئة الصبغة عدداً كبيراً من المستويات الدورانية والاهتزازية بحيث تصبح المستويات الإلكترونية عريضة نسبياً وعند انتقال جزيئة الصبغة المتهيجة من مستوى إلكتروني عالٍ إلى مستوى إلكتروني منخفض فإن الطول الموجي المنبعث يعتمد على فرق الطاقة بين المستويات الثانوية (الدورانية والاهتزازية) لكلا المستويين الإلكترونيين وبذلك يمكن الحصول على شعاع الليزر بأطوال موجية متعددة، بحيث يكون خط الطيف الليزري عريضاً ولتقليل عرض الخط الطيفي لخرج ليزر الصبغة تستخدم المؤشرات ومحرزات الحيود ضمن منظومة الليزر ويمكن توليف ليزر الصبغة للحصول على طول موجي واحد من حزمة الليزر ليتذبذب داخل المرنان ويشتت الأطوال الموجية الأخرى خارج المنظومة للحصول على شعاع الليزر بطول موجي واحد وقد لوحظ إن اتجاه الطول الموجي المنعكس يعتمد على زاوية ميلان المحزز؛ لذا يمكن موالفة ليزر الصبغة بتدوير المحزز تدريجياً للحصول على خرج ليزري ضيق في حدود(0.1 نانومتر) وعند إضافة مقياس فابري بيرو إلى هذه المنظومة تصبح حزمة الليزر أكثر ضيقاً وفي حدود(0.001)نانومتر.

## طريقة توليد ليزر السائل
يتم ضخ ليزرات الصبغة عادة باستخدام مصابيح وميضية أو بواسطة شعاع ليزري آخر بحيث الطول الموجي للضوء الضاخ أقصر من الطول الموجي للشعاع الليزري المطلوب توليده فمثلا للحصول على شعاع الليزر بلون ازرق ينبغي ضخ الوسط الفعال بضوء فوق بنفسجي.
تتكون مستويات الطاقة النموذجية في ليزر الصبغة من نوعين من المستويات الإلكترونية وهما المستويات الإلكترونية ذات الترابط الأحادي ((S0.S1.S2 ومستويات إلكترونية أخرى ذات ترابط ثلاثي (T1.T2) إن كل مستوى من هذه المستويات يكون على شكل حزمة عريضة تتضمن مستويات اهتزازية ودورانية فعند ضخ الوسط الفعال تنتقل جزيئات الصبغة من المستوى المستقر (S0) إلى المستوى الإلكتروني المتهيج الأول (S1) وعند هبوط هذه الجزيئات تحفيزياً إلى المستوى المستقر ينبعث شعاع الليزر، ومن الجدير بالذكر أن الطول الموجي لشعاع الليزر المنبعث يعتمد وبالدرجة الأولى على نقطة بداية هبوط الجزيئات من المستوى (S1)إلى نقطة استقرار الجزيئات في المستوى (S0) أي يعتمد على موقع الاهتزازية والدورانية في المستويين الإلكترونيين(S0 S1) وبذلك يمكن توليف ليزر الصبغة بسهولة للحصول على أطوال موجية مختلفة وضمن مدى واسع نسبياً.

## المشاكل التي تواجه توليد ليزر السائل
من مشاكل ليزرات الصبغة العضوية.هي الجزيئات المتهيجة الموجودة في المستوى الإلكتروني (S1) تحاول الانتقال إلى المستوى الإلكتروني ذات الترابط الثلاثي (T1)قبل حدوث الانبعاث المحفز، إذ تسبب هذه العملية خسارة كمية من طاقة الضوء الضاخ مما يقلل من كفاءة الليزر ففي بعض الأصباغ العضوية المستخدمة لتوليد الليزر تكون المسافة بين المستويين (T1.T2) مقاربة للمسافة بين المستويين (S .S1) مما يؤدي إلى زيادة احتمال قيام الجزيئات الموجودة في المستوى (T1)بامتصاص فوتونات الليزر المنبعث والانتقال إلى المستوى(T2) وهذه الظاهرة تؤدي إلى زيادة التوزيع العكسي غير المفيد لتوليد الليزر الذي يؤدي إلى تغيير مواصفات الصبغة وتقليل الكفاءة الكلية لمنظومة الليزر.

## أهم الحلول
يمكن التغلب على بعض هذه المشاكل وذلك بإضافة عامل الكبت إلى الصبغة الذي يقوم بامتصاص طاقة الجزيئات الموجودة في المستوى (T1) قبل أنتقالها إلى المستوى (T2) لتنمط إلى المستوى المستقر.

## أهم الاستخدامات
تستخدم ليزرات الصبغة الأبحاث العلمية كالدراسات الطيفية والكيمائية الضوئية وفصل النظائر الكيميائية وخاصة نظائر اليورانيوم.